# پودهرادی ناد دییی
پودهرادی ناد دییی (به چکی: Podhradí nad Dyjí) یک منطقهٔ مسکونی در جمهوری چک است که در ناحیه زنویمو واقع شده‌است. پودهرادی ناد دییی ۶٫۱۷ کیلومتر مربع مساحت و ۵۰ نفر جمعیت دارد و ۳۶۸ متر بالاتر از سطح دریا واقع شده‌است.